# Xanthorhoe holophaea
Xanthorhoe holophaea là một loài bướm đêm trong họ Geometridae.